# Kickstarter EP
Kickstarter EP é um EP promocional do grupo americano The Narrative produzido para o projeto Kickstarter da banda de Março a Abril na Spring Tour 2011 junto com o grupo Eisley.

## Produção
Kickstarter é um projeto que ajuda as bandas independentes a conseguirem custear sua turnê com a venda de pacotes promocionais. 
A banda postou em sua conta oficial no twitter sobre o processo final da composição dessas músicas "Trabalhando no Kickstarter que esperançosamente será lançado em poucas semanas" e and 24 de Março de 2011 eles lançaram o EP.
A venda do EP trazia um pacote especial com 3/4 itens autografados pela banda.
A banda visava arrecadar $5,000 para o projeto, mas acabaram recebendo mais do que o esperado, $8,500.
O EP promocional foi lançado com duas novas canções "Hallelujah" e "Make It Right" que foram gravadas especialmente para o projeto e ainda estão incluídas do EP digital "B-Sides and Seasides", ainda, o cover de "Karma Police" do Radiohead e a versão demo de 2007 da música "End All".

## Faixas
| N.º            | Título                | Duração |  |
| 1.             | "Hallelujah"          | 4:23    |  |
| 2.             | "Make It Right"       | 3:48    |  |
| 3.             | "End All (Demo 2007)" | 3:40    |  |
| 4.             | "Karma Police"        | 4:17    |  |
| Duração total: | Duração total:        | 16:09   |  |

## Equipe

### The Narrative
- Suzie Zeldin - Vocals, teclado
- Jesse Gabriel - Vocals, violão

### Adicionais
- Bryan Russell - Produtor
- Joshua Krohn - Designer

## Recepção Critica
O Site Cooltry (BRO) escreveu : "Quando um álbum toca com suas fraquezas pessoais por duelos de vocais como estes, não é difícil de se perceber que são de grande louvores, mas são esses louvores que realmente são merecidos, exercendo um enorme poder que são difíceis de ser criar." 